# Balacrus
Balacrus, (Grieks: Βάλακρος) de zoon van Nicanor, was een van Alexander de Grotes lijfwachten (somatophylakes), die de satraap van Cilicië werd na de slag bij Issos. Hij sneuvelde in een gevecht tegen de Pisidiërs. Het was waarschijnlijk deze Balacrus die trouwde met Phila, de dochter van Antipater, en daarna de vrouw van Craterus.